# 二硫戊环
二硫戊环（英語：Dithiolane，化学式：C3H6S2）有以下两种同分异构体：
| 名称         | 结构 | CAS编号   |
| ------------ | ---- | --------- |
| 1,2-二硫戊环 |      | 557-22-2  |
| 1,3-二硫戊环 |      | 4829-04-3 |

|  | 这个同类索引页列出了具有相同或相似标题的化学条目。 除非您是有意链接至本页，否则应将相应条目的内部链接指向正确的条目。 |